# Federico Cappellazzo
Federico Cappellazzo (n. 16 septembrie 1980, Torino, Italia) este un înotător ce a reprezentat Italia, medaliat olimpic. A participat la o ediție a Jocurilor Olimpice (2004) în care a câștigat o medalie de bronz.

## Participări
Lista de mai jos prezintă principalele competiții la care a participat Federico Cappellazzo de-a lungul carierei.
- swimming at the 2004 Summer Olympics – men's 4 × 200 metre freestyle relay[*]